# 桂陽区
桂陽区（ケヤンく）は、大韓民国仁川広域市にある区。

## 歴史
- 1995年3月1日 – 富平区から暁星洞・桂山洞・鵲田洞・瑞雲洞・朴村洞・東陽洞・橘峴洞・上野洞・下野洞・坪洞・老梧地洞・仙住池洞・梨花洞・梧柳洞・葛峴洞・纛室洞・木霜洞・多男洞・場基洞・林鶴洞・龍宗洞・兵房洞・放築洞を分離し、桂陽区新設。
- 1995年 – 一部が京畿道富川市梧亭区に編入。

## 行政

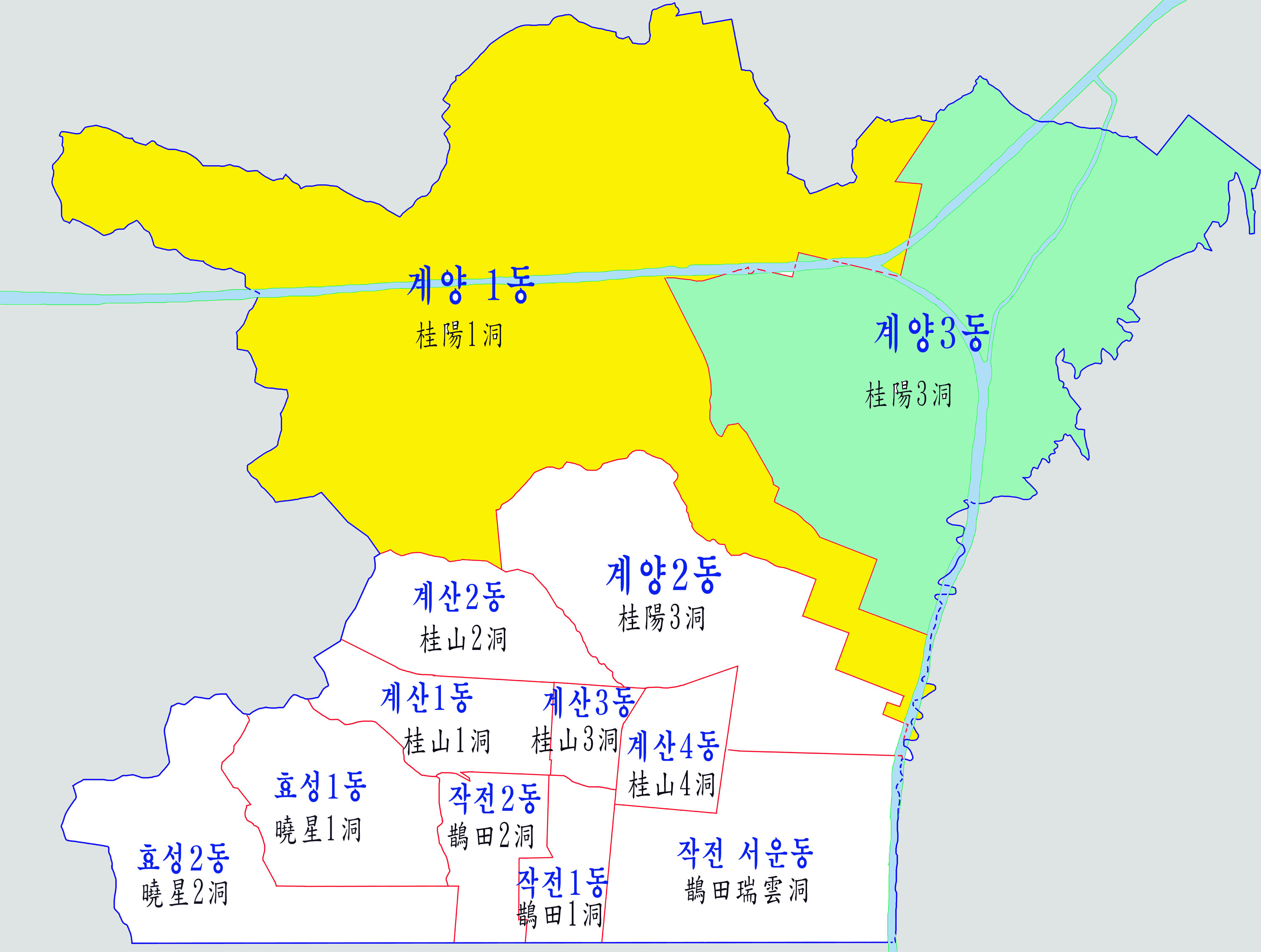
行政区域図

### 下部行政区画
11行政洞（23法定洞）からなる。
| 行政洞     | 法定洞                                                                                     |
| ---------- | ------------------------------------------------------------------------------------------ |
| 暁星1洞    | 暁星洞                                                                                     |
| 暁星2洞    | 暁星洞                                                                                     |
| 桂山1洞    | 桂山洞                                                                                     |
| 桂山2洞    | 桂山洞                                                                                     |
| 桂山3洞    | 桂山洞                                                                                     |
| 桂山4洞    | 桂山洞、龍宗洞                                                                             |
| 鵲田1洞    | 鵲田洞                                                                                     |
| 鵲田2洞    | 鵲田洞                                                                                     |
| 鵲田瑞雲洞 | 鵲田洞、瑞雲洞                                                                             |
| 桂陽1洞    | 朴村洞、橘峴洞、老梧地洞、仙住地洞、梨花洞、梧柳洞、葛峴洞、纛室洞、木霜洞、多男洞、場基洞 |
| 桂陽2洞    | 林鶴洞、龍宗洞、兵房洞、放築洞                                                             |
| 桂陽3洞    | 東陽洞、橘峴洞、上野洞、下野洞、坪洞                                                       |

### 警察
- 仁川桂陽警察署

### 消防
- 仁川桂陽消防署

## 教育機関

### 大学校
- 京仁教育大学校

### 大学
- 敬仁女子大学

## 交通機関

### 鉄道
- 仁川都市鉄道1号線
  - 桂陽駅 - 橘峴駅 - 朴村駅 - 林鶴駅 - 桂山駅 - 京仁教大入口駅 - 鵲田駅
- 仁川国際空港鉄道
  - 桂陽駅

この他、東部にソウル地下鉄9号線が通っているが、区内に駅はない。

### 高速道路
- ソウル外郭循環高速道路
  - 瑞雲ジャンクション - 桂陽インターチェンジ - 老梧地ジャンクション
- 仁川国際空港高速道路
  - 老梧地ジャンクション